# Лаврентьев, Андрей Николаевич
Андре́й Никола́евич Лавре́нтьев (1882 — 15 апреля 1935, Ленинград) — российский актёр и театральный режиссёр; Заслуженный деятель искусств РСФСР (1934).

## Биография
Андрей Лаврентьев в 1902 году поступил в школу при Московском Художественном театре, где его учителями были В. И. Немирович-Данченко и В. В. Лужский. В 1906 году стал актёром Художественного театра.
В 1910 году Лаврентьев перешёл в Александринский театр, где в 1913-м дебютировал как режиссёр спектаклем «Цена жизни» по пьесе Вл. Немировича-Данченко; в 1917 году работал с Вс. Мейерхольдом над «Свадьбой Кречинского» А. Сухово-Кобылина. В 1918 году создал в Петрограде Театр художественной драмы. Лаврентьев, ставивший до революции в основном современные пьесы, теперь отдавал предпочтение староиспанской комедии; с театром сотрудничали в качестве сценографов представители «Мира искусства» — Мстислав Добужинский и Владимир Щуко; но существовал он недолго: в том же году Лаврентьев принял участие в организации другого театра — Большого драматического, в который и влилась труппа Театра художественной драмы.

### Большой драматический
В январе 1919 года Андрей Лаврентьев был назначен главным режиссёром БДТ; его спектаклем «Дон Карлос» по пьесе Фридриха Шиллера 15 февраля открылся новый театр.
В период, когда советской драматургии ещё не было, театр отдавал предпочтение зарубежной классике; среди поставленных Лаврентьевым в этот период спектаклей — «Отелло» и «Король Лир» У. Шекспира.
В начале 1921 года Лаврентьев покинул театр, но вновь возглавил его в 1923 году. В этот период Лаврентьев обращался преимущественно к современной драматургии, как отечественной, так и зарубежной, ставил пьесы Алексея Толстого, Дмитрия Фурманова, Бориса Лавренёва, Юджина О’Нила. При нём в Большой драматический пришли новые режиссёры — Павел Вейсбрём и Константин Тверской, через несколько лет ставший его преемником, и будущие корифеи БДТ: Александр Лариков, Валентина Кибардина, Ольга Казико.
В начале 1929 года Андрей Лаврентьев покинул пост главного режиссёра; последний свой спектакль в Большом драматическом он выпустил в апреле 1930 года — «Авангард» по пьесе В. Катаева; при этом он оставался в театре в качестве актёра. Среди лучших ролей Лаврентьва — Берсенев в «Разломе», Фальстаф в спектакле «Сэр Джон Фальстаф», Андросов в «Человеке с портфелем»; Андросова Лаврентьев годом позже сыграл и в одноимённом кинофильме.
Похоронен на Никольском кладбище Александро-Невской лавры

## Творчество

### Театральные работы

#### Режиссёрские
Александринский театр
- 1913 — «Цена жизни» Вл. Немировича-Данченко
- 1914 — «Король, закон и свобода» Л. Андреева
- 1914 — «Профессор Сторицын» Л. Андреева

Большой драматический театр
- 1919 — «Дон Карлос» Ф. Шиллера
- 1919 — «Разрушитель Иерусалима» A. Иернефельда
- 1920 — «Отелло» У. Шекспира
- 1920 — «Царевич Алексей» Д. Мережковского (вместе с А. Н. Бенуа)
- 1920 — «Король Лир» У. Шекспира
- 1920 — «Северные богатыри» Г. Ибсена
- 1924 — «Анна Кристи» Ю. О’Нила
- 1924 — «Бунт машин» А Н. Толстого
- 1925 — «Заговор императрицы» А. Толстого и П. Щёголева
- 1925 — «Мятеж» по Д. Фурманову
- 1925 — «Продавцы славы» М. Паньоля и П. Нивуа
- 1926 — «Азеф» A. Толстого и П. Щёголева
- 1929 — «Враги» Б. Лавренёва
- 1930 — «Авангард» В. Катаева[5]

#### Актёрские
Александринский театр
- 1911 — «Маскарад» М. Ю. Лермонтова; постановка Вс. Мейерхольда — Шприх

Большой драматический театр
- 1926 — «Азеф» A. Толстого и П. Щеголева; постановка А. Н. Лаврентьева — Плеве
- 1926 — «Настанет время» Р. Роллана; постановка П. К. Вейсбрёма — Клиффорд
- 1927 — «Разлом» Б. Лавренёва; режиссёр К. Тверской — Берсенев
- 1927 — «Сэр Джон Фальстаф» по У. Шекспиру; постановка П. К. Вейсбрема и И. М. Кроля — Фальстаф
- 1928 — «Человек с портфелем» А. Файко; постановка К. К. Тверского — Андросов
- 1930 — «Хлеб» В. Киршона; постановка В. В. Люце — Михайлов
- 1931 — «Патетическая соната» Н. Кулиша; режиссёр К. Тверской — Ступай-Ступаненко
- 1932 — «Мой друг» Н. Погодина; режиссёр К. Тверской — Гай
- 1933 — «Достигаев и другие» А. М. Горького; постановка В. В. Люце — Губин
- 1933 — «Укрощение мистера Робинзона» В. Каверина; режиссёры С. А. Морщихин и К. К. Тверской — Томас Робинзон
- 1934 — «Интервенция» Л. Славина; режиссёр В. В. Люце — Селестен

### Фильмография
- 1928 — Третья молодость (Сноповязалка) — дед Левонтий
- 1929 — Человек с портфелем — профессор Андросов
- 1932 — Слава мира — генерал Адлер
- 1932 — Город в степи — Захар Короедов
- 1935 — Подруги — посетитель трактира